# 1944

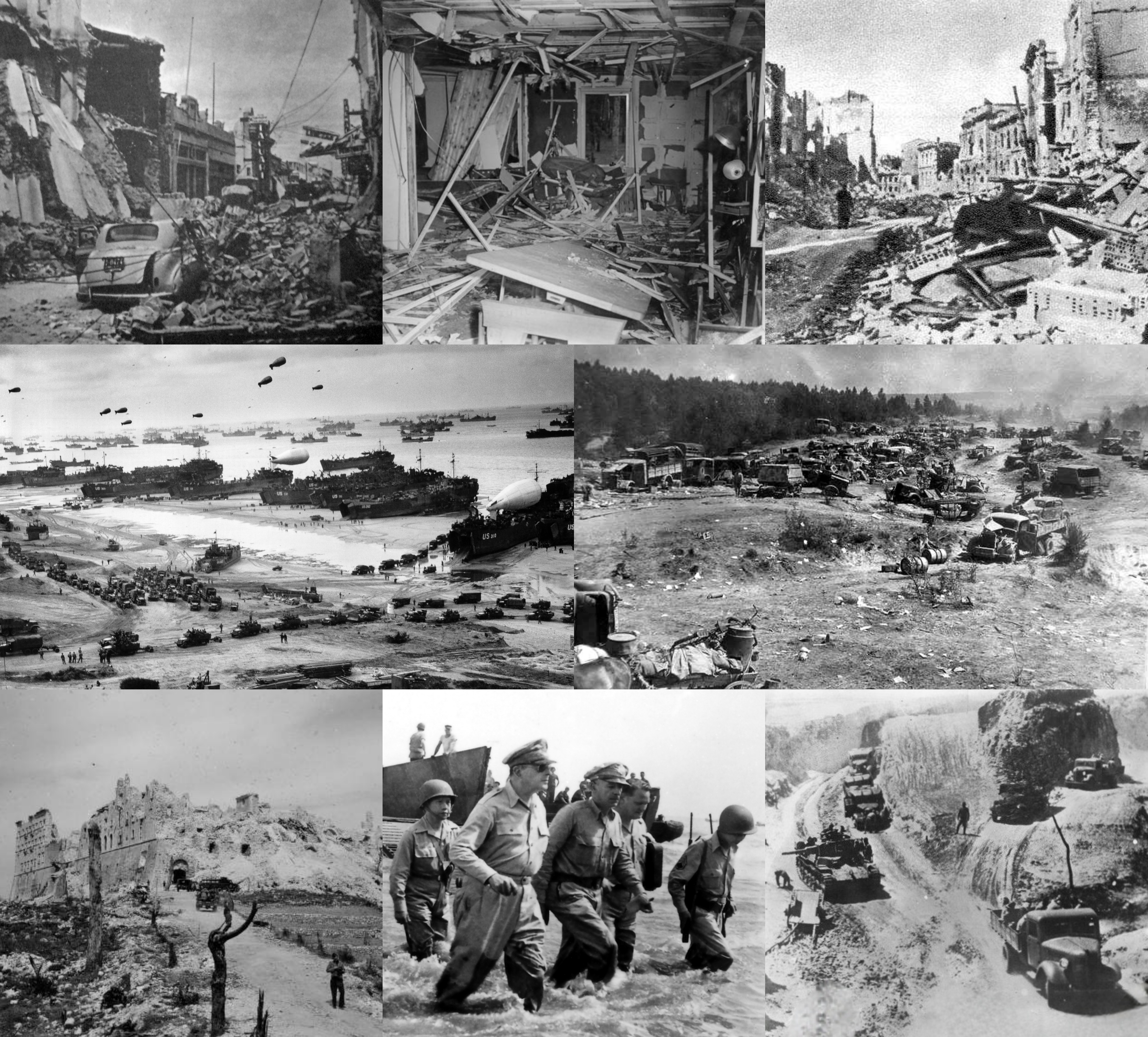

1944 (MCMXLIV) là một năm nhuận bắt đầu vào Thứ bảy của lịch Gregory, năm thứ 1944 của Công nguyên hay của Anno Domini, the năm thứ 944  của thiên niên kỷ 2, năm thứ 44  của thế kỷ 20, và năm thứ  5   của thập niên 1940. 

## Sự kiện

### Tháng 1
- 3 tháng 1: Quân Trung Quốc tại Miến Điện phản công Nhật Bản
- 8 tháng 1: Benito Mussolini bị tử hình.
- 25 tháng 1: Quốc quân phát động phản công toàn diện Nhật Bản tại Miến Điện

### Tháng 2
- 8 tháng 2: Mao Trạch Đông hạ lệnh tránh giao chiến bảo toàn thực lực
- 25 tháng 2: Trung đội cứu quốc quân 3 được thành lập.

### Tháng 3
- 6 tháng 3: Tân Tứ quân tấn công Hoài An Đông Kiều trấn
- 8 tháng 3: Nhật Bản tấn công Ấn Độ

### Tháng 4
- 12 tháng 4: Nhật Bản giải phóng liên minh tại Trung Quốc thành lập
- 17 tháng 4: Nhật Bản mở chiến dịch Ichi-Go, phản công Đồng Minh tại Trung Quốc.
- 28 tháng 4: Phát xít Nhật tại Tượng Trung phát động phản công, Hứa Xương hội chiến bùng phát.
- 29 tháng 4: Phát xít Nhật thả ngư lôi tấn công hàng không mẫu hạm Hoa Kỳ
- Không rõ ngày: Chiếc máy bay phản lực đầu tiên là Messerschmitt Me 262 được giới thiệu, chiếc máy bay này đã làm tiền đề cho cuộc cách mạng về động cơ phản lực trên máy bay.

### Tháng 5
- 7 tháng 5: Tổng bộ Việt Minh ra chỉ thị " Sửa sọan khởi nghĩa".
- 11 tháng 5: Trung ương Trung cộng tại Hoa Trung tổ chức lực lượng, thành lập căn cứ địa kháng Nhật
- 20 tháng 5: Tại Trùng Khánh, Quốc Dân đảng tổ chức đại hội
- 26 tháng 5: Phát xít Nhật đột nhập thành Lạc Dương

### Tháng 6
- 6 tháng 6: Quân Đồng Minh đổ bộ lên Normandie, mở mặt trận thứ hai giải phóng châu Âu khỏi Đức Quốc xã.
- 15 tháng 6: Thủy quân lục chiến Hoa Kỳ và Lục quân Hoa Kỳ mở cuộc đổ bộ lên Saipan.
- 16 tháng 6: Đảng Cộng sản Trung Quốc thương nghị Hoa Nam phát triển lực lượng
- 18 tháng 6: Quân Nhật Bản chiếm Trường Sa.
- 23 tháng 6: Mở màn chiến dịch Bagration

### Tháng 7
- 4 tháng 7: Trung cộng phát biểu Quốc Cộng hòa đàm không còn hy vọng
- 22 tháng 7: Hoa Kỳ công chiếm đảo Trại Ban

### Tháng 8
- 10 tháng 8: Trung ương Đảng kêu gọi " Sắm vũ khí đuổi thù chung".
- 15 tháng 8: Tân Tứ quân tấn công chiến lược quân Nhật tại Trung Nguyên
- 20 tháng 8: Phát xít Nhật tấn công Imphal thất bại
- 24 tháng 8: Rumani tuyên chiến với Đức
- 25 tháng 8: Đồng minh giải phóng Paris
- 29 tháng 8: Kết thúc chiến dịch Bagration

### Tháng 9
- 19 tháng 9: Thành lập Trung Quốc Dân Chủ đồng minh tại Trùng Khánh

### Tháng 10
- 4 tháng 10: Nhật Bản đánh chiếm Phúc Châu.
- 17 tháng 10: Hoa Kỳ đổ bộ lên Philippines
- 20 tháng 10: Mở đầu hải chiến Lai Đặc
- 23 tháng 10: Đức lập phòng tuyến Mặt trận Srem
- 26 tháng 10: Trận hải chiến Lai Đặc đảo kết thúc
- 28 tháng 10: Nhật Bản bao vây Quế Lâm, Liễu Châu

### Tháng 11
- 10 tháng 11: Quân Nhật Bản đánh chiếm Quế Lâm.

### Tháng 12
- 22 tháng 12: Đội Việt Nam tuyên truyền giải phóng quân (tiền thân của Quân đội Nhân dân Việt Nam) được thành lập.

## Sinh
Tháng 1

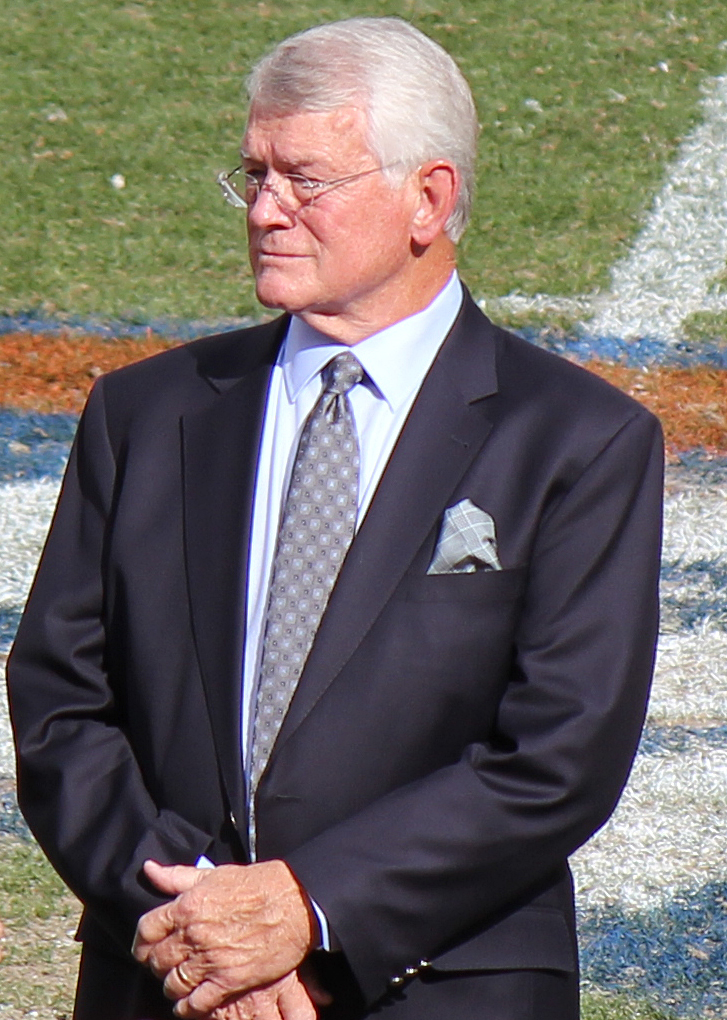
Dan Reeves

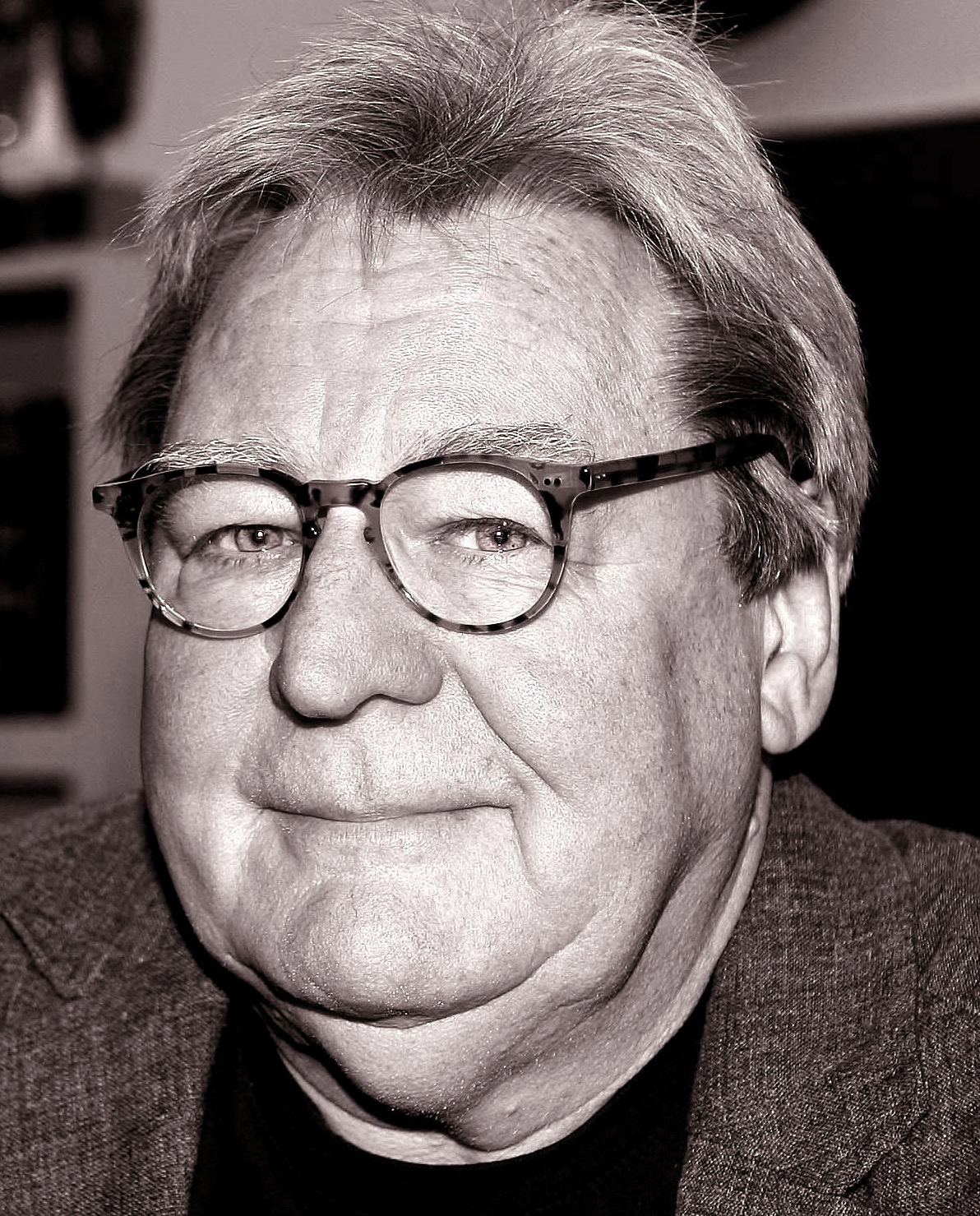
Alan Parker

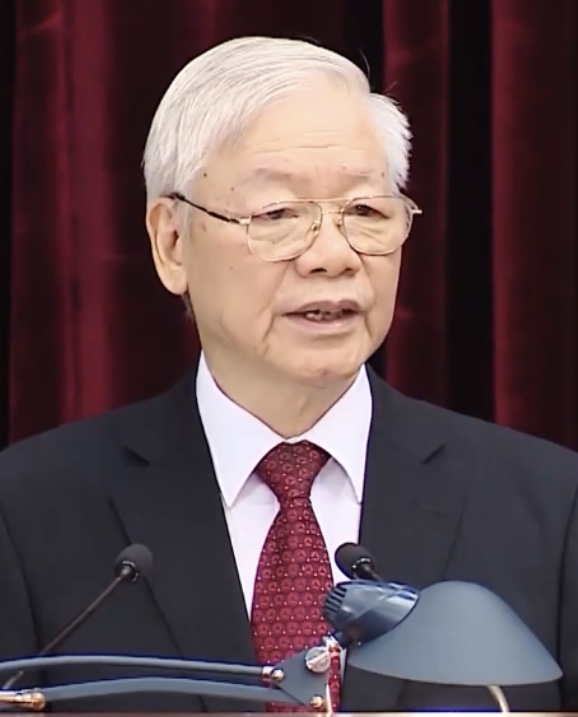
Nguyễn Phú Trọng

Lê Hoàng Sương

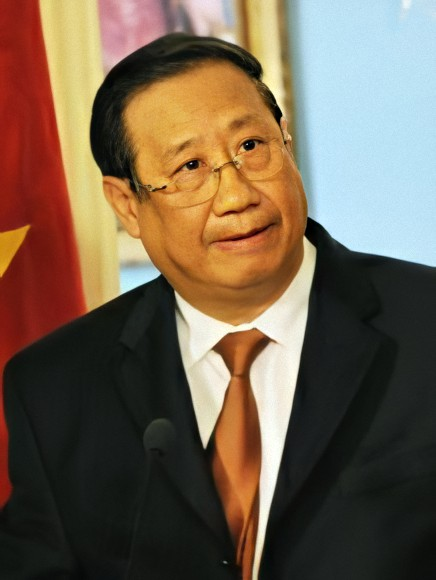
Phạm Gia Khiêm

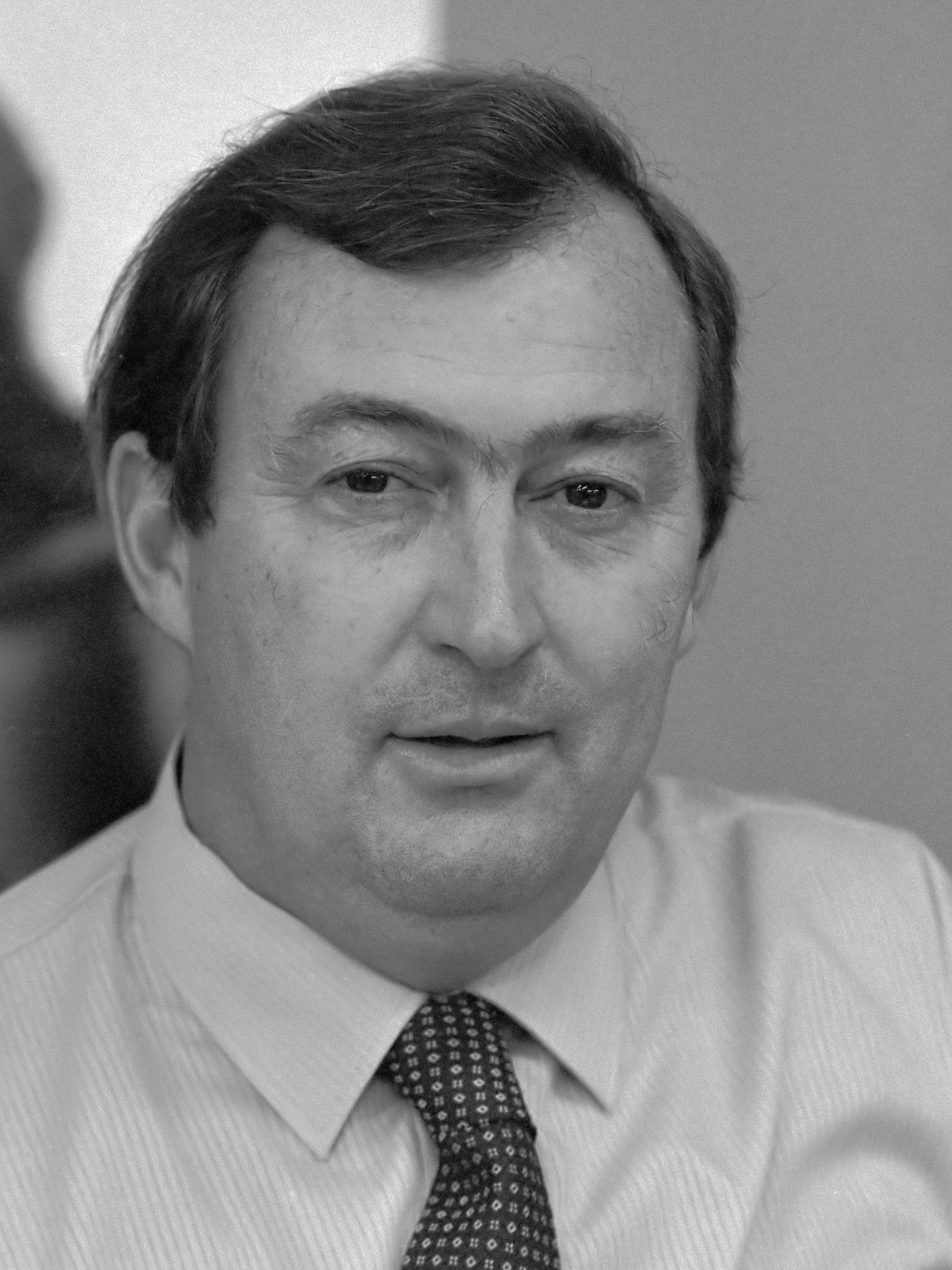
Richard Leakey

- 17 tháng 1 - Françoise Hardy, ca sĩ và diễn viên điện ảnh Pháp
- 19 tháng 1 - Dan Reeves, cầu thủ và huấn luyện viên bóng đá người Mỹ (m. 2022)
- Tháng 2
- 14 tháng 2 - Alan Parker, nhà làm phim người Anh (m. 2020)
- Tháng 3
- 23 tháng 3 - Ric Ocasek, ca sĩ Mỹ (Cars) (m. 2019).
- 24 tháng 3 - Vojislav Kostunica, Tổng thống Nam Tư.
- Tháng 4
- 4 tháng 4 - Abuzed Omar Dorda, thủ tướng thứ 18 của Libya. (m. 2022)
- 14 tháng 4 - Nguyễn Phú Trọng, Tổng Bí Thư Ban Chấp Hành Trung Ương Đảng Cộng Sản Việt Nam, nguyên Chủ tịch nước CHXHCN Việt Nam (m. 2024)
- Tháng 5
- 20 tháng 5 - Lê Hoàng Sương, Thiếu tướng, Anh hùng LLVT nhân dân Việt Nam (m. 2022)
- Tháng 8
- 6 tháng 8 - Phạm Gia Khiêm, nguyên Ủy viên Bộ Chính trị Ban Chấp hành Trung ương Đảng Cộng sản Việt Nam, nguyên Phó Thủ tướng kiêm Bộ trưởng Bộ Ngoại giao nước Cộng hòa Xã hội Chủ nghĩa Việt Nam.
- Tháng 9
- 10 tháng 9 - Giuse Võ Đức Minh, Giám mục chính tòa Giáo phận Nha Trang
- 14 tháng 9 - Antôn Vũ Huy Chương, Giám mục chính tòa Giáo phận Đà Lạt
- Tháng 11
- 11 tháng 11 - Phaolô Bùi Văn Đọc, Tổng giám mục Tổng giáo phận Thành phố Hồ Chí Minh.
- Tháng 12
- 19 tháng 12 - Richard Leakey, nhà cổ sinh vật học và nhà bảo tồn người Kenya (m. 2022)

## Mất
- Tháng 1
- 14 tháng 1: Hàm Nghi. (s. 1871)
- Tháng 8
- 8 tháng 8: Michael Wittmann (s.1914).
- Tháng 9
- 3 tháng 9: Tôn Thất Hân. (s. 1854)
- 17 tháng 9 – Dương Thị Thục, tôn hiệu Khôn Nghi Hoàng thái hậu, thứ thất của vua Đồng Khánh (s. 1868).
- Tháng 10
- 14 tháng 10: Erwin Johannes Eugen Rommel (s.1891)
- Tháng 11
- 10 tháng 11: Uông Tinh Vệ (s.1883)

## Giải Nobel
- Vật lý - Isidor Isaac Rabi
- Hóa học - Otto Hahn
- Y học - Joseph Erlanger, Herbert Spencer Gasser
- Văn học - Johannes Vilhelm Jensen
- Hòa bình - Ủy ban Chữ thập đỏ Quốc tế